# Sigaloseps pisinnus
Espèce
Sigaloseps pisinnus est une espèce de sauriens de la famille des Scincidae.

## Répartition
Cette espèce est endémique de Nouvelle-Calédonie.

## Étymologie
Le nom spécifique pisinnus vient du latin pisinnus, petit, en référence à la taille de cette espèce par rapport aux autres espèces du genre Sigaloseps.

## Publication originale
- Sadlier, Bauer, Wood, Smith, Whitaker, Jourdan & Jackman, 2014 : Localized endemism in the southern ultramafic bio-region of New Caledonia as evidenced by the lizards in the genus Sigaloseps (Reptilia: Scincidae), with descriptions of four new species. Memoires du Museum National d'Histoire Naturelle, vol. 206, p. 79-113.